# Georges Vantongerloo

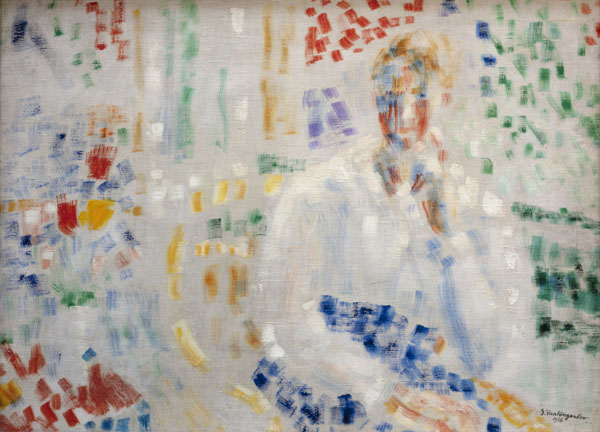
Asszony otthonában

Georges Vantongerloo (Antwerpen, 1886. november 24. – Párizs, 1965. október 5.) belga festő és szobrász. A geometrikus absztrakció jeles képviselője.

## Életpályája
Brüsszelben, majd Antwerpenben folytatott képzőművészeti tanulmányokat az 1900-as években. 1910–17 közt figurális képeket festett posztimpresszionista stílusban, majd az absztrakt festészet egyik úttörője lett. 1914-ben a belga hadseregben szolgált, hamarosan megsebesült és Hollandiában gyógykezelték. A háború alatt Hága közelében, Voorburgban élt, mint menekült. Hágában megismerkedett Jules Schmalzigaug futurista festővel, a vele való ismeretség az avantgárd legmodernebb irányai felé terelte érdeklődését.
1917-ben csatlakozott a De Stijl-mozgalomhoz. Jeles avantgárd képzőművészek csoportosultak a De Stijl körül, köztük Theo van Doesburg, Bart van der Leck, Piet Mondrian. 1918 novemberében közreadtak egy kiáltványt a modern művészetek fontosságáról, a kiáltvány aláírói közt volt Vantongerloo, Theo van Doesburg, Robert van 't Hoff, Huszár Vilmos, Anthony Cook, Piet Mondrian és Jan Wils.
A matematikát, a geometriát és a kozmogóniát kezdte tanulmányozni. 1917-ben megalkotta első absztrakt szobrát (Konstrukció gömbökben). Ettől kezdve geometrikus-absztrakt szobrokat és képeket alkotott egészen az 1930-as évek végéig, amikor ugyanis hajlékonyabb formák is helyet kaptak alkotásaiban, azaz a ráció mellett a szubjektivizmus is helyet kapott művészetében.
1919-ben megnősült, s feleségével Provence-Alpes-Côte d’Azur Menton nevű városába költöztek, ekkor került kapcsolatba Max Bill avantgárd szobrásszal. Kiállításokat is rendeztek. 1929-ben Párizsba költözött, ahol csatlakozott Theo van Doesburg, Naum Gabo és Antoine Pevsner által alapított Abstraction-Création nevű művészeti mozgalomhoz. Vantongerloo a neoplaszticizmus esztétikai elveit elsősorban szobrain tudta alkalmazni, például drótokból konstruált szobraival a tér dinamikáját érzékeltette. 1936-ban New Yorkban A kubizmus és az absztrakció című csoportos kiállításon vett részt, 1943-ban egyéni kiállítása volt Párizsban, a Galerie de Berri-ben.
Az 1940-es évek végén új anyagokkal és formákkal kísérletezett (plexiüveg, átlátható struktúrák). A tér, a végtelenség, a mozgás ábrázolása került érdeklődésének középpontjába. 1949-ben Max Billel, Antoine Pevsnerrel állított ki a Kunsthaus Zürichben. 1962-ben sikeres retrospektív kiállítása volt a londoni New Gallery-ben. Európa számos fontos múzeuma őrzi alkotásait.